# Розенбергс, Андрис
Андрис Розенбергс (латыш. Andris Rozenbergs, 20 мая 1938) — советский и латвийский режиссёр документального и игрового кино.

## Биография
Родился 20 мая 1938 года в Риге. Отец — Карлис Розенбергс после войны работал в Рижском театре оперетты и Андрис с раннего детства проводил всё свободное время на репетициях и постановках театра.
После учёбы в 1-й Рижской средней школе поступил на филологический факультет Латвийского университета, который окончил в 1959 году. Темой дипломной работы стал научный анализ современной латышской кинодраматургии.
Публиковался в периодической печати, работал в музее истории Латвии. С 1961 — работник сценарной редакции Рижской киностудии, с 1964 — помощник режиссёра Латвийского ТВ.
В 1974 окончил режиссёрский факультет ВГИКа (мастерские Григория Чухрая и Игоря Таланкина). Режиссёр сюжетов в киножурналах «Советская Латвия» и «Пионерис». Автор статей о фотографии и искусстве кино. В начале творческой карьеры режиссёр документальных фильмов на Новосибирском ТВ.
С 3 февраля 1975 включён в штат Рижской киностудии режиссёром-постановщиком, но свой первый полнометражный фильм снял только в 1977, им стал «Отблеск в воде», получивший две награды за лучший дебют (приз жюри Ереванского всесоюзного кинофестиваля и журнала «Советский экран»). Документальный фильм Андриса Розенбергса «Штраф за мечту» («Sods par sapni», 1995) награждён специальным призом на Борнхольмском фестивале документального и телевизионного кино Северных стран.
Режиссёр и автор текстов в выпусках киножурнала «Latvijas hronika» (1991—1995). В 1994—2006 отвечал за связи с зарубежной общественностью Национального киноцентра. Вышел на пенсию в 2006.

## Фильмография
Художественные фильмы:
- 1977 — Отблеск в воде / Atspulgs udeni — режиссёр-постановщик
- 1979 — Ждите «Джона Графтона» / Gaidiet «Dzonu Graftonu» — режиссёр-постановщик
- 1982 — Личная жизнь Деда Мороза / Salavecisa personiska dzive — режиссёр-постановщик и автор сценария
- 1984 — Мой друг Сократик / Mans draugs Sokrātiņš — режиссёр-постановщик
- 1987 — Победительница (совместно с Адольфом Шапиро) — режиссёр-постановщик
- 1987 — Человек свиты — режиссёр-постановщик
- 1991 — Отдушина — режиссёр-постановщик

Документальные фильмы:
- 1989 — No Jāņiem līdz Mārtiņiem
- 1990 — Labāk mani karā kāva
- 1991 — Baltika — 91
- 1992 — Tingeltangelis
- 1994 — Плата за мечту / Sods par sapni